# Первое правительство Тардьё
Первое правительство Тардьё — французское правительство в период Третьей республики.

## Даты
- Начало правления — 3 ноября 1929 года
- Конец правления — 17 февраля 1930 года[1]

## Состав правительства
- Андре Тардьё — председатель Совета Министров и министр внутренних дел;
- Аристид Бриан — министр иностранных дел;
- Андре Мажино — военный министр;
- Анри Шерон — министр финансов;
- Луи Лушё — министр труда, гигиены, благотворительности и социального обеспечения;
- Люсьен Юбер — министр юстиции;
- Жорж Леги — морской министр;
- Луи Роллен — министр торгового флота;
- Лоран Эйнак — министр авиации;
- Пьер Марро — министр общественной инфраструктуры и искусств;
- Клод Галле — министр пенсий;
- Жан Эннесси — министр сельского хозяйства;
- Франсуа Пьетри — министр колоний;
- Жорж Перно — министр общественных работ;
- Луи Жермен-Мартен — министр почт, телеграфов и телефонов;
- Пьер-Этьен Фланден — министр торговли и промышленности.